# Eugen Gottlob Winkler
Eugen Gottlob Winkler (Zürich, 1912 - München, 1936) was een Duitse schrijver en essayist. Hij groeide op in Stuttgart en studeerde Germanistiek, Romaanse filologie en kunstgeschiedenis.
Winkler schreef kritieken en essays over alledaagse dingen. In 1933 belandde hij enkele dagen in de cel, omdat hij verdacht werd van het vernielen van een plakkaat dat opgehangen was door de NSDAP. In de daarop volgende jaren schreef hij onder meer nog voor Das Deutsche Wort, de Deutsche Zeitschrift, Bücherwurm en Neue Rundschau. In 1936 pleegde Eugen Gottlob Winkler zelfmoord in München onder onbekende omstandigheden.
- Bibliothèque nationale de France: cb12704172r (data)
- Gemeinsame Normdatei: 118807536
- International Standard Name Identifier: 0000 0001 0900 9253
- Library of Congress Control Number: n86067757
- Nationale Bibliotheek van Letland: 000081609
- Nationale Bibliotheek van Israël: 987007280981905171
- Nederlandse Thesaurus van Auteursnamen: 07148261X
- Système universitaire de documentation: 086041681
- Virtual International Authority File: 51814058
- WorldCat: E39PBJhCFCKcqRkyvttKDyQDv3